# ルナクルーザー

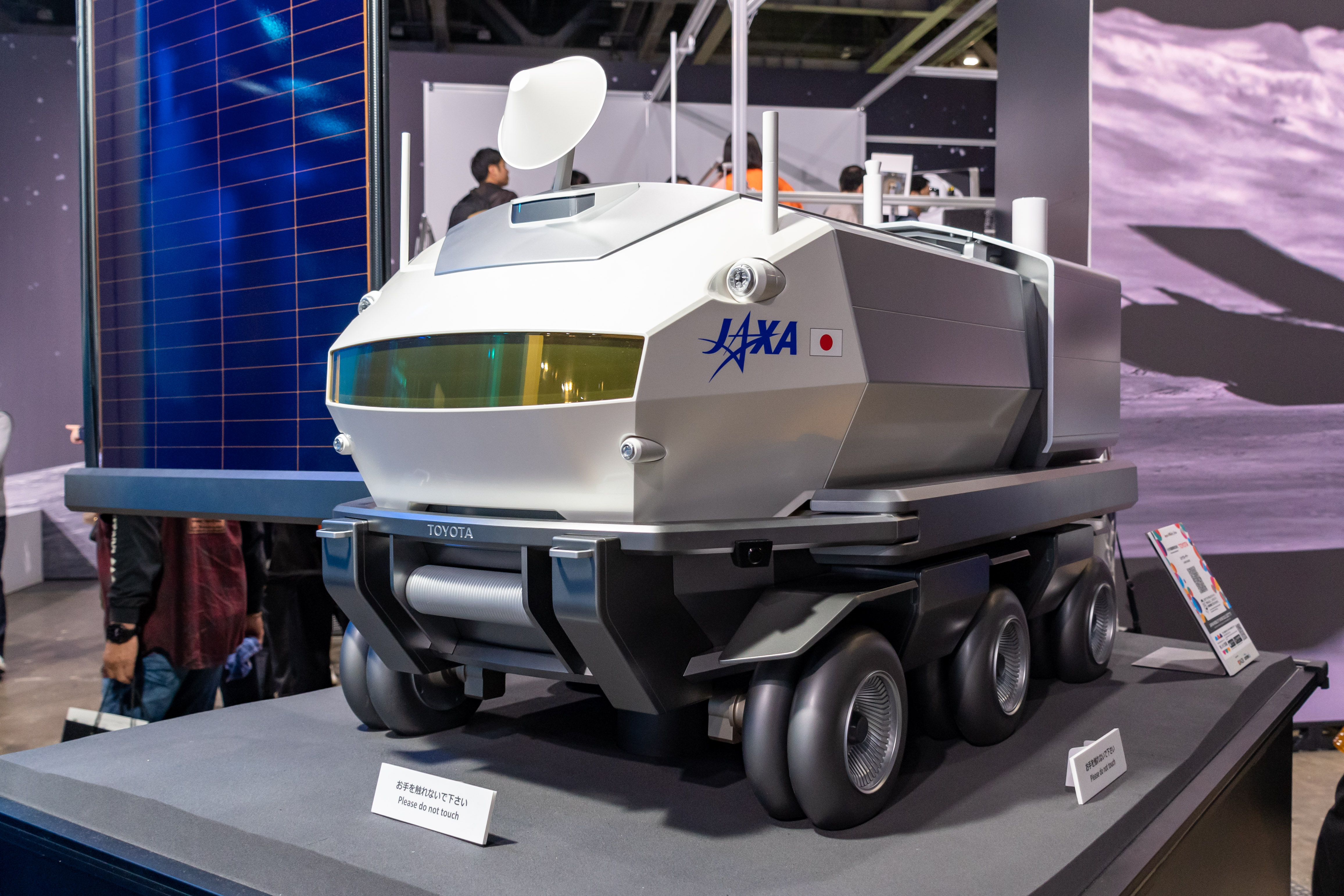
JAPAN MOBILITY SHOW 2023で展示されたルナクルーザーの模型

ルナクルーザー（ラテン文字表記：LUNAR CRUISER ）とは、宇宙航空研究開発機構 (JAXA) とトヨタ自動車が共同研究を進める燃料電池車両技術を用いた月面用で有人型の与圧ローバー（有人月面車）の愛称である。ルナ・クルーザーとも表記される。

## 概要
JAXAは2015年（平成27年）頃から独自に研究を進めていたが、トヨタとの共同研究を2018年（平成30年）5月から検討し始めた。計画は2019年（平成31年）3月12日に公表。同年6月13日に共同研究協定を締結した。同年7月1日、トヨタが専門組織「月面探査車開発（室格）」を設立。同年8月には、JAXA、トヨタ、三菱重工業の3者が幹事法人を務める「有人与圧ローバが拓く“月面社会”勉強会（通称：チームジャパン勉強会）」も発足させた。2019年（平成31年/令和元年）時点で、月への投入は2029年（令和11年）が予定されている。

## 名称
「LUNAR CRUISER」という愛称には、トヨタのSUV「LAND CRUISER（ランドクルーザー）」がもつ「どこへでも行き、必ず生きて帰ってくる」という精神を引き継いでいきたいという思いが籠められている。また、フロントマスクはランドクルーザーのFJ40系に似せた意匠となっている。

## 諸元
- 燃料電池自動車 (FCV) [9]
- 六輪駆動（前輪2対、後輪1対）[9]
- 全長6.0 m × 全幅5.2 m × 全高3.8 m（マイクロバス約2台分）[9]
- 居住空間 13 m3（4畳半ワンルーム程度）[9]
- 2名滞在可能（緊急時は4名滞在可能）[9]
- 酸素・水素 満充填で1,000 kmの走行が可能[9]。
- 月面では10,000 kmの走行が可能（予定）[9]
- 月面の過酷な環境下でクルーが安全・確実に移動できる走行性能[9]。
- 自動運転機能[9]。

## その他
2024年3月、タカラトミーはルナクルーザーをモチーフとした変形ロボット玩具として「トランスフォーマー『ルナクルーザープライム』」を発売した。「ルナクルーザー」モードとロボットモードの形態に変形でき、メーカー希望小売価格は税込み11,000円に設定された。